# ويكيبيديا التشيكية
ويكيبيديا التشيكية (بالتشيكية: Česká Wikipedie)‏ هي النسخة التشيكية من موسوعة ويكيبيديا، تاريخ إطلاقها كان في نوفمبر 2002، وفي يونيو 2009 أصبح لديها أكثر من 130,000 مقالة. وفي مارس 2022 أصبح لديها أكثر من 500,000 مقالة.

## التاريخ
أنشئت ويكيبيديا التشيكية في 3 مايو 2002 بناءً على طلب محرر تشيكي من ويكيبيديا الإسبرانتو. في 14 نوفمبر 2002، وصلت إلى 1000 مقالة، العديد منها حول مواضيع الاسبرانتو. أشار تقرير أبريل 2004 إلى أن ويكيبيديا التشيكية لديها 180 مستخدمًا مسجلاً في ذلك الوقت.
في يونيو 2005 وصلت ويكيبيديا التشيكية إلى 10,000 مقالة ووصلت إلى 20,000 في ديسمبر من نفس العام. تمت إعادة تصميم الصفحة الرئيسية بعد الوصول إلى 20,000. بحلول نوفمبر 2006، تجاوزت 30000 مقالة، وتجاوزت 100,000 مقالة في يونيو 2008. في عام 2008، تأسست ويكيميديا التشيك لدعم ويكيبيديا التشيكية. ثم في ديسمبر 2009، عقد مجتمع ويكيبيديا التشيكية مؤتمر في براغ.

## الإحصائيات
| عدد المستخدمين المسجلين | عدد المستخدمين النشيطين | عدد المقالات | صفحات المحتوى | عدد التعديلات | عدد الملفات المرفوعة | عدد الإداريين |
| ----------------------- | ----------------------- | ------------ | ------------- | ------------- | -------------------- | ------------- |
| 698٬513                 | 2٬170                   | 568٬988      | 1٬589٬907     | 24٬878٬914    | 1                    | 32            |

### التقدم
| التاريخ        | عدد المقالات |
| -------------- | ------------ |
| 14 نوفمبر 2002 | 0            |
| 18 نوفمبر 2006 | 50,000       |
| 19 يونيو 2008  | 100,000      |
| 17 فبراير 2010 | 150,000      |
| 6 يوليو 2011   | 200,000      |
| 13 ديسمبر 2012 | 250,000      |
| 24 يوليو 2014  | 300,000      |
| 2 أبريل 2016   | 350,000      |
| 10 فبراير 2018 | 400,000      |
| 3 أبريل 2020   | 450,000      |
| 1 مايو 2021    | 480,000      |
| 16 مارس 2022   | 500,000      |

## إيقاف ويكيبيديا التشيكية
في يوم الإثنين، 18 مارس 2019، وافق مجتمع ويكيبيديا التشيكية على إغلاق ويكيبيديا التشيكية ليوم واحد بسبب تغيير جديد لقانون حقوق النشر في الاتحاد الأوروبي. أغلقت ويكيبيديا التشيكية في 21 مارس 2019. وانضمت إليها النسخ السلوفاكية والدنماركية والألمانية ويكيبيديا أيضًا إلى الاحتجاج.

## المعرض

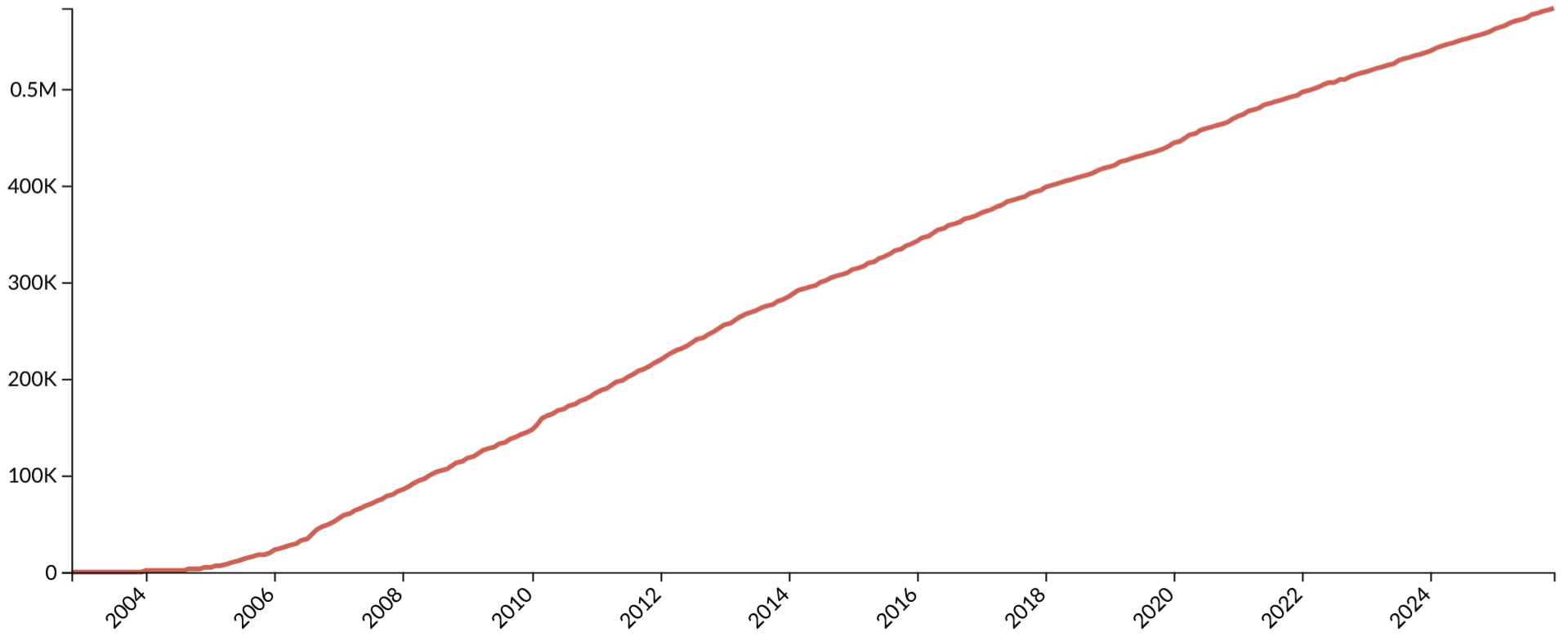
رسم بياني لنمو ويكيبيديا التشيكية
رسم بياني لتطور عدد المحررين النشطين (100 تعديل على الأقل شهريًا) منذ عام 2003